# Loira
Loira är en ort i Australien. Den ligger i kommunen West Tamar och delstaten Tasmanien, i den sydöstra delen av landet, omkring 180 kilometer norr om delstatshuvudstaden Hobart. Antalet invånare är 248.
Runt Loira är det glesbefolkat, med 10 invånare per kvadratkilometer.. Närmaste större samhälle är Beaconsfield, omkring 12 kilometer nordväst om Loira. 
I omgivningarna runt Loira växer i huvudsak städsegrön lövskog. Genomsnittlig årsnederbörd är 1 279 millimeter. Den regnigaste månaden är augusti, med i genomsnitt 174 mm nederbörd, och den torraste är januari, med 42 mm nederbörd.